# Nauru en los Juegos Olímpicos de Atenas 2004
Nauru estuvo representado en los Juegos Olímpicos de Atenas 2004 por tres deportistas, dos hombres y una mujer, que compitieron en halterofilia.
El portador de la bandera en la ceremonia de apertura fue el halterófilo Yukio Peter. El equipo olímpico nauruano no obtuvo ninguna medalla en estos Juegos.